# Rhysodromus medes
Rhysodromus medes – gatunek pająka z rodziny ślizgunowatych. Zamieszkuje Iran.

## Taksonomia
Gatunek ten opisany został po raz pierwszy w 2021 roku przez Alirezę Zamaniego i Jurija Marusika na łamach „ZooKeys”. Opisu dokonano na podstawie pojedynczego samca odłowionego w 1974 roku. Jako lokalizację typową wskazano okolice Minabu w irańskim ostanie Hormozgan. Epitet gatunkowy pochodzi od ludu Medów.

## Morfologia i zasięg
Pająk o ciele długości 4,1 mm przy karapaksie długości 1,9 mm i szerokości 1,6 mm. Karapaks, szczękoczułki, warga dolna, szczęki i sternum są żółtawobrązowe. Odnóża pozbawione są obrączkowania, blado zabarwione. Kolejność par odnóży od najdłuższej do najkrótszej to: II, I, IV, III. Bladej barwy opistosomę (odwłok) porastają rozproszone, grube, ciemne szczecinki. Ubarwienie kądziołków przędnych jest jednolicie jasne. Nogogłaszczki samca mają golenie 1,3 raza dłuższe niż szerokie, zaopatrzone w błoniastą, przezroczystą apofizę wentralną i dobrze zesklerotyzowaną apofizę retrolateralną o długości równej ⅓ goleni i przebiegu równoległym do wentralnej. Kanalik nasienny jest w części bliższej tak gruby jak w części tylno-bocznej. 1,7 raza dłuższe niż szerokie cymbium ma wierzchołek tak długi jak apofizy goleni. Owalne, 1,8 raza dłuższe niż szerokie tegulum ma małą, pazurkowatą apofizę tegularną. Embolus jest duży i stopniowo zwężony ku wierzchołkowi.
Gatunek palearktyczny, znany jest tylko z miejsca typowego na południu Iranu.